# Sexe fort
Sexe fort (dt. Starkes Geschlecht) ist das sechste Studioalbum der französischen Sängerin Patricia Kaas.

## Über das Album
Im Jahr 2003 erschien das Album Sexe fort. Neben einem Duett mit dem Schweizer Sänger Stephan Eicher (On pourrait) ist darauf auch Téquila, der Hund von Patricia Kaas, zu hören. Produziert wurde das Album größtenteils von Frédéric Helbert. Im Vergleich zum Vorgänger-Album Piano Bar, das doch eher dem klassischen Chanson zugeschrieben werden muss, ist dieses Album deutlich rockiger gehalten. Der kommerzielle Erfolg dieses rein auf Französisch gesungenen Albums ist im Vergleich zu den Vorgängern mäßig.
Kaas’ langjährige Weggefährten Jean-Jacques Goldman und Pascal Obispo steuerten hier abermals einige Lieder bei: Goldman die Titel On pourrait und C’est la faute à la vie, die er selbst produziert; Obispo lieferte das Lied L’Abbé Caillou. Den Titel Je le garde pour toi schrieb Goldmans Bruder Robert Goldman unter dem Pseudonym J. Kapler. 

## Trackliste
1. Où sont les hommes (Wo sind die Männer?; als Single erschienen)
2. L’Abbé Caillou (Der Priester [wie ein] Kieselstein; Hommage an Abbé Pierre)
3. Je ne veux plus te pardonner (Ich will dir nicht mehr verzeihen)
4. La nuit est mauve (Die Nacht ist malvenfarben)
5. C’est les femmes qui mènent la danse (Die Frauen haben die Hosen an)
6. On pourrait (Man könnte)
7. J’en tremblerai encore (Ich werde davon noch erzittern)
8. Je t’aime, je ne t’aime plus (Ich liebe dich, ich liebe dich nicht mehr)
9. C’est la faute à la vie (Daran ist das Leben schuld)
10. Je le garde pour toi (Ich bewahre ihn für dich; als Promo-Single erschienen)
11. Ma blessure (Meine Verletzung)
12. Des regrets (Bedauern)
13. Tu pourras dire (Du wirst sagen können)
14. Peut-être que peut-être (Vielleicht … vielleicht)
15. Une question de temps (Eine Frage der Zeit)

Sonderausgaben Digipak inkl. Je maudis (Ich verfluche)